# Szörnyecskék
A Szörnyecskék (eredeti cím: Gremlins) 1984-ben bemutatott amerikai horrorfilm-vígjáték, amelyet Joe Dante rendezett, Az élőszereplős játékfilm producere Michael Finnell. A forgatókönyvet Chris Columbus írta, a zenéjét Jerry Goldsmith szerezte. A mozifilm az Amblin Entertainment gyártásában készült, a Warner Bros. forgalmazásában jelent meg.
Amerikában 1984. június 8-án, Magyarországon 1989. február 16-án mutatták be a mozikban.

## Cselekmény
Rendall Peltzer egy gyenge pénzügyi helyzetű, de lelkes, idős feltaláló. Újonnan megalkotott találmányát, a mobil-fürdőszobát szeretné eladni valakinek, hogy tudjon valami karácsonyi ajándékot venni a fiának. New York kínai negyedében megszólítja egy kisfiú, nagyapja üzletébe hívja őt. A nagypapa (Mr. Wing) egy apró pincében berendezett, régiségeket árusító bolt tulajdonosa. Rendall megmutatja a találmányát a szűkszavú férfinak, de hamar elvonja a figyelmét egy különös hang. Fura, sípoló dúdolást hall az üzlet hátsó részéből. A dúdolás egy kis dobozból árad, amelyben egy apró, aranyos teremtmény, egy "maogway" él.
Mr. Peltzer-nek megtetszik az apró lény, alkudozni kezd a nagypapával, hogy adja el neki. Mr. Wing azonban nem adja, mondván, hogy a maogway-t eltartani hatalmas felelősség, s ezzel Mr. Peltzer szerinte nem rendelkezik. Mr. Wing unokája azonban megsajnálja Rendall-t, s kicsempészi neki a maogway-t. Mielőtt azonban Mr. Peltzer elmenne, a fiú elmondja neki a három legfontosabb szabályt a maogway-jel kapcsolatosan:
- 1. Az erős fény nem tesz jót neki, a napfény meg is ölheti a lényt
- 2. Nem érintkezhet vízzel
- 3. Éjfél után, bárhogyan is könyörög, nem ehet egy falatot sem

Ez utóbbi a legfontosabb szabály. Mr. Peltzer megfogadja, hogy betartja őket, majd elbúcsúzik a fiútól.
Közben fia, William (Billy) a bankban munkálkodik. Egy igen kellemetlen ügyfél érkezik: Mrs. Deagle, a kötekedő szomszédasszony, aki most igazán dühbe gurult, ugyanis a Peltzer család kutyája, Barney tönkretette a kerámia-hóemberét. Billy felajánlja, hogy megtéríti a kárát, de Mrs. Deagle-nek ez nem elég, ő meg akarja nyuvasztani a kutyát. Részletesen elmondja, mit művelne a kutyával, s ekkor Barney (aki mindvégig Billy íróasztala alatt rejtőzött), megvadul. Megtámadja az asszonyt.

## Szereplők
| Szereplő              | Színész            | 1. magyar szinkron (Mokép, 1989) | 2. magyar szinkron (MGM, 2010) |
| Szereplő              | Színész            | Magyar hang                      | Magyar hang                    |
| --------------------- | ------------------ | -------------------------------- | ------------------------------ |
| Billy Peltzer         | Zach Galligan      | Szokol Péter                     | N/A                            |
| Kate Beringer         | Phoebe Cates       | Zentai Lilla                     | N/A                            |
| Randall Peltzer       | Hoyt Axton         | Konrád Antal                     | Kárpáti Tibor                  |
| Lynn Peltzer          | Frances Lee McCain | Szabó Éva                        | N/A                            |
| Mrs. Ruby Deagle      | Polly Holliday     | Schubert Éva                     | N/A                            |
| Murray Futterman      | Dick Miller        | Versényi László                  | Pálfai Péter                   |
| Mr. Corben            | Edward Andrews     | Horkai János                     | Kertész Péter                  |
| Pete Fountaine        | Corey Feldman      | Pálok Gábor                      | N/A                            |
| Mr. Wing (Nagypapa)   | Keye Luke          | Kenderesi Tibor                  | Uri István                     |
| Kínai fiú             | John Louie         | Minárovits Péter                 | N/A                            |
| Gerald Hopkins        | Judge Reinhold     | Jáki Béla                        | N/A                            |
| Frank seriff          | Scott Brady        | Huszár László                    | Barbinek Péter                 |
| Brent helyettes       | Jonathan Banks     | Izsóf Vilmos                     | N/A                            |
| Mr. Anderson          | Harry Carey Jr.    | Szoó György                      | N/A                            |
| Sheila Futterman      | Jackie Joseph      | N/A                              | N/A                            |
| Mrs. Joe Harris       | Belinda Balaski    | Magda Gabi                       | N/A                            |
| Roy Hanson            | Glynn Turman       | Kovács István                    | N/A                            |
| Mr. Jones             | Chuck Jones        | N/A                              | N/A                            |
| Bartlett tiszteletes  | William Schallert  | Várkonyi András                  | N/A                            |
| Alex                  | Arnie Moore        | Trokán Péter                     | Kapácsy Miklós                 |
| Dorry                 | Kenny Davis        | Surányi Imre                     | N/A                            |
| Dave Meyers (Mikulás) | Joe Brooks         | Antal László                     | N/A                            |
| Szereplő              | Eredeti hang       | Magyar hang                      | Magyar hang                    |
| Guzmi (Gizmo)         | Howie Mandel       | (saját hangján)                  | (saját hangján)                |
| Rockos Ricky Rialto   | Don Steele         | Balázsi Gyula                    | N/A                            |

## Érdekességek
A szörnyecskék a nézőtéren rejtőzködnek a napfény elől, amelyben Hófehérke és a hét törpe című mesét nézik meg.

## Videójátékok
1984-ben Atarira megjelent horrorfilm videójáték-változata.

## Televíziós megjelenések
- 1. magyar szinkron: HBO, TV3, RTL Klub, Viasat 3, Viasat 6
- 2. magyar szinkron: MGM

## További informárciók
- Szörnyecskék a PORT.hu-n (magyarul)
- Szörnyecskék az Internetes Szinkronadatbázisban (magyarul)
- Szörnyecskék az Internet Movie Database-ben (angolul)
- Szörnyecskék a Rotten Tomatoeson (angolul)
- Szörnyecskék a Box Office Mojón (angolul)
- Szörnyecskék a Metacritic oldalon (angolul)
- Szörnyecskék a tematikus Christmas Specials wikiben (angolul)
- Szörnyecskék a tematikus Gremlins wikiben (angolul)